# Straight into Love
Single représentant la Slovénie au Concours Eurovision de la chanson
Verjamem
(2012)
Straight Into Love (en français, « Directement amoureux ») est une chanson de la chanteuse américaine Hannah Mancini. Elle a été écrite par Hannah Mancini, Gregor Zemljic, Erik Margan, Matija Rodic et Marko Primuzak et est surtout connue pour être la chanson qui représente la Slovénie au Concours Eurovision de la chanson 2013 qui a lieu à Malmö en Suède. La chanson sera en compétition lors de la première demi-finale le 14 mai 2013 pour obtenir une place en finale qui aura lieu le 18 mai.